# 博斯 (曼恩-卢瓦尔省)
博斯（法語：Beausse，法語發音：[bos] ⓘ）是法国曼恩-卢瓦尔省的一个旧市镇，属于绍莱区。2015年12月15日，博斯和相邻的10个市镇合并为新市镇卢瓦尔河畔莫日（Mauges-sur-Loire）。

## 地理
博斯（47°19'16"N, 0°55'37"W）面积5.36 平方千米，位于法国卢瓦尔河地区大区曼恩-卢瓦尔省，该省份为法国西部内陆省份，大致对应安茹地区，北起顺时针与马耶讷省、萨尔特省、安德尔-卢瓦尔省、维埃纳省、德塞夫勒省、旺代省、大西洋卢瓦尔省和伊勒-维莱讷省接壤。
与博斯接壤的市镇（或旧市镇、城区）包括：莫日地区博茨、莫日地区绍德龙、勒梅尼勒昂瓦莱、卢瓦尔河畔莫日、旧圣弗洛朗、圣洛朗迪莫泰、莫日地区圣康坦、拉波姆赖。

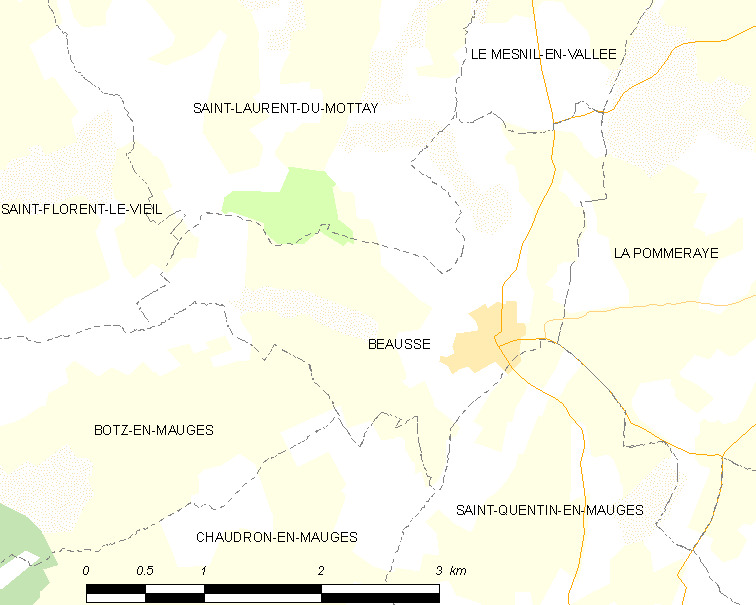
的OSM定位图

博斯的时区为UTC+01:00、UTC+02:00（夏令时）。

## 行政
博斯的邮政编码为49410，INSEE市镇编码为49024。

## 政治
博斯所属的省级选区为卢瓦尔河畔莫日县。

## 人口

1962-2008年间人口变化图示

博斯于2018年1月1日时的人口数量为358人。